# Janusz Marek Wójcik
Janusz Marek Wójcik (Varsóvia; 18 de novembro de 1953 — 20 de novembro de 2017) foi um político da Polónia, treinador (medalhista de prata em Barcelona 1992) e futebolista. Ele foi eleito para a Sejm em 25 de Setembro de 2005 com 4236 votos em 24 no distrito de Białystok, candidato pelas listas do partido Samoobrona Rzeczpospolitej Polskiej.